# 百九角形
百九角形（ひゃくきゅうかくけい、ひゃくきゅうかっけい、hectaenneagon）は、多角形の一つで、109本の辺と109個の頂点を持つ図形である。内角の和は19080°、対角線の本数は5777本である。

## 正百九角形
正百九角形においては、中心角と外角は3.302…°で、内角は176.697…°となる。一辺の長さが a の正百九角形の面積 S は
{\displaystyle S={\frac {109}{4}}a^{2}\cot {\frac {\pi }{109}}\simeq 945.19813a^{2}}

### 正百九角形の作図
正百九角形は定規とコンパスによる作図が不可能な図形である。
正百九角形は折紙により作図可能である。